# Холден (марсианский кратер)
Холден (лат. Holden) — 140-километровый марсианский ударный кратер. Назван в честь американского астронома Эдварда Холдена, основателя Тихоокеанского астрономического общества. Особенностью кратера является наличие канала, по которому в него предположительно стекала вода. Система русел, оканчивающихся в кратере, получила название долина Узбой.
Гребень кратера изрыт оврагами, которые в некоторых местах оканчиваются сетью веерообразных русел. Кратер представляет интерес для изучения, поскольку содержит одни из наиболее выраженных озёрных отложений. В одном из слоёв аппаратом Mars Reconnaissance Orbiter были обнаружены глины, формирующиеся только в присутствии воды. Предполагается, что в кратере существовали мощные потоки воды, один из них, в частности, превосходил по объёму озеро Гурон. Внутри кратера имеются более молодые кратеры, также заполненные отложениями. Центральная горка кратера сглажена.
На северо-востоке от кратера находится более древний и частично засыпанный кратер Эберсвальде с обширной дельтой.